# Crioceris asparagi

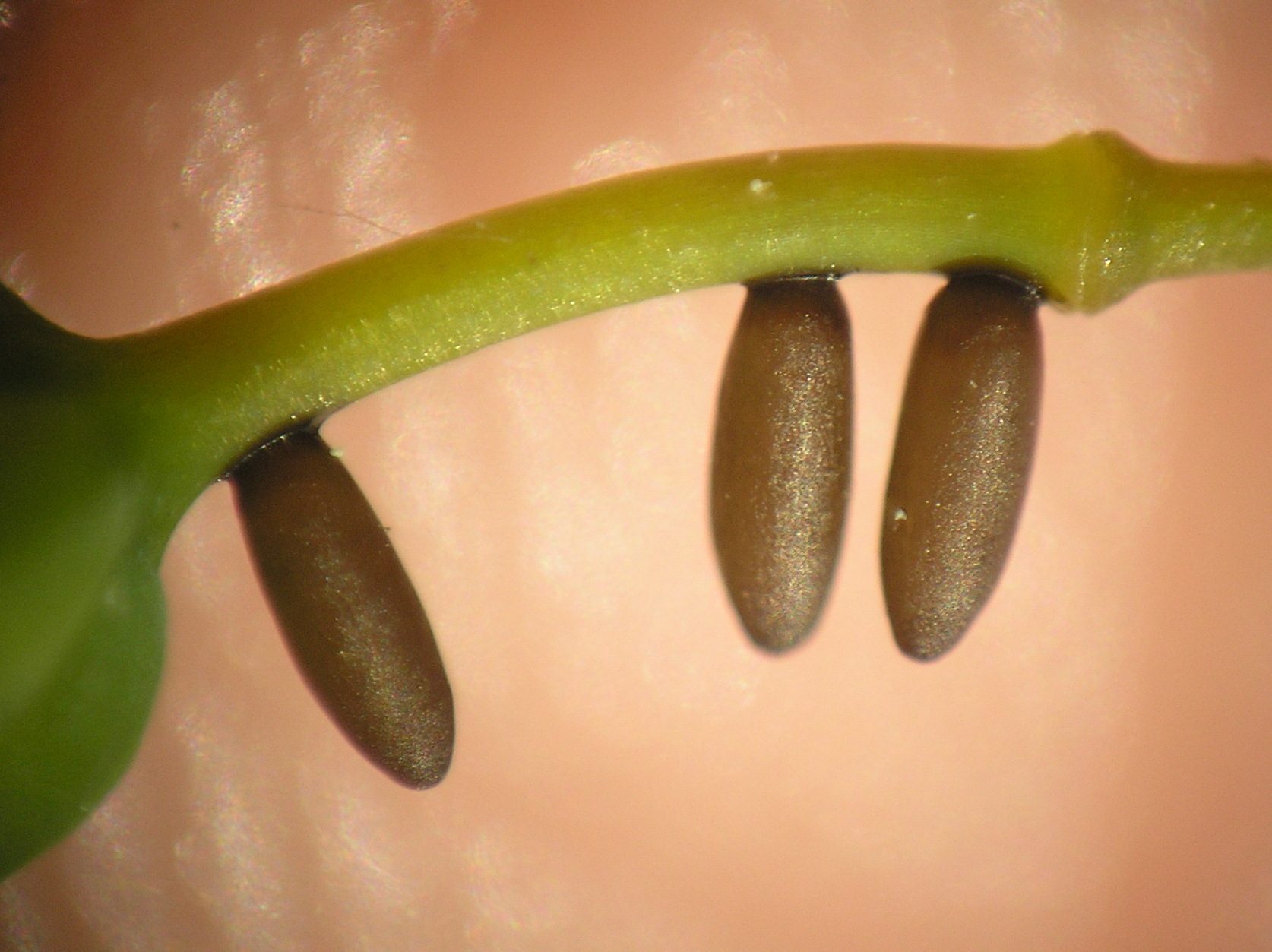
Asparagus beetle
Crioceris asparagi

Crioceris asparagi là một loài bọ cánh cứng trong họ Chrysomelidae.